# Metković
Metković ['mɛtkovitɕ] ist eine Stadt in der Gespanschaft Dubrovnik-Neretva im Süden Kroatiens. Die Bevölkerungszahl der Stadt betrug 2011 15.329 Einwohner. Die gesamte Gemeinde zählt 16.788 Einwohner.

## Geografie
Metković liegt am Fluss Neretva, welcher sich ab hier zu einem fruchtbaren Flussdelta verzweigt, ehe der Hauptfluss bei Ploče ins Adriatische Meer mündet. Auf den letzten 25 km ist der Fluss Neretva seit der Regulierung im Jahre 1895 für kleine Schiffe befahrbar.
Das Delta der Neretva spielt eine große Rolle für die Landwirtschaft im südlichen Teil des Landes, da es zu den wenigen bewässerten und sehr fruchtbaren Ebenen der Region gehört. Seit 1881 und in größerem Maß nach 1945 wurden große Teile der Sumpflandschaft trockengelegt und so für die Landwirtschaft nutzbar gemacht.
Nahe der Stadt befinden sich die Ruinen der antiken Stadt Narona, deren damalige Bedeutung von der Lage am Fluss und in Meeresnähe abhing.
Nördlich der Stadt befindet sich ein wichtiger Grenzübergang nach Bosnien-Herzegowina, der im Verlauf des Paneuropäischen Verkehrskorridors V c straßen- und schienenseitig Bedeutung hat und Mostar mit dem Seehafen in Ploče verbindet. Metković liegt an der Bahnstrecke Sarajevo–Ploče, hat jedoch seit 2013 keinen Personenverkehr mehr.
Metković ist mit seinem bosnisch-herzegowinischen Nachbarort Gabela in der Gemeinde Čapljina zu einem Ort zusammengewachsen. Seit dem EU-Beitritt Kroatiens am 1. Juli 2013 führt die Tatsache, dass die Staatsgrenze jetzt EU-Außengrenze ist, zu Problemen.

## Sport
Der Handballverein RK Metković gewann in den Jahren 2001 und 2002 den kroatischen Pokal sowie international den EHF-Pokal 1999/2000.

## Persönlichkeiten
- Josip Marija Carević (1883–1945), römisch-katholischer Geistlicher, Bischof von Dubrovnik
- Juraj Nikolac (* 1932), Schachgroßmeister
- Frane Nonković (1939–2023), Wasserballspieler
- Tomislav Limov (* 1954), bosnisch-herzegowinischer Politiker und Diplomat
- Ivica Barbarić (* 1962), Fußballspieler
- Ivica Vladimir (1965–2016), Fußballspieler
- Ivica Obrvan (* 1966), Handballspieler und -trainer
- Igor Štimac (* 1967), Fußballspieler und -trainer
- Željko Babić (* 1972), Handballspieler und -trainer
- Mario Bjeliš (* 1976), Handballspieler und -trainer
- Nikola Grmoja (* 1981),  Politiker
- Darijo Srna (* 1982), Fußballnationalspieler
- Ivan Čupić (* 1986), Handballnationalspieler und -trainer
- Hrvoje Batinović (* 1988), Handballspieler
- Marta Batinović (* 1990), kroatisch-montenegrinische Handballspielerin
- Ante Kaleb (* 1993), Handballspieler
- Bruno Petković (* 1994), Fußballspieler
- Branka Bebić, Miss Kroatien 1994
- Marin Jelinić (* 1996), Handballspieler
- Boško Šutalo (* 2000), Fußballspieler